# Liscia
Liscia község (comune) Olaszország Abruzzo régiójában, Chieti megyében.

## Fekvése
A megye délkeleti részén fekszik. Határai: Carpineto Sinello, Carunchio, Palmoli és San Buono.

## Története
Első írásos említése a 12. századból származik. A következő századokban nemesi birtok volt. Önállóságát a 19. század elején nyerte el, amikor a Nápolyi Királyságban felszámolták a feudalizmust.

## Népessége
A népesség számának alakulása:

## Főbb látnivalói
- San Michele Arcangelo-templom
- San Martino-templom